# Кубок мира по спортивной ходьбе 1987
Кубок мира по спортивной ходьбе 1987 прошёл 2—3 мая в Нью-Йорке (США). Мужчины боролись за Кубок Лугано, который получала лучшая сборная по итогам заходов на 20 и 50 км. Женщины разыгрывали Кубок Эшборна на дистанции 10 км.
С 1987 года был упразднён предварительный раунд Кубка мира по ходьбе, на котором отбирались команды для участия в финале. Возможность бороться за главный трофей соревнований получили все желающие страны, благодаря чему количество заявленных спортсменов резко увеличилось по сравнению с предыдущими розыгрышами. На старт вышли 326 ходоков из 36 стран мира (236 мужчин и 90 женщин).
Каждая команда могла выставить до пяти спортсменов в каждый из заходов. Лучшие в командном зачёте определялись по сумме очков, набранных тремя сильнейшими представителями страны (очки начислялись в зависимости от занятого места). В зачёт Кубка Лугано шли по три лучших результата на дистанциях 20 и 50 км у мужчин.
На турнире были установлены два мировых рекорда. Мексиканец Карлос Мерсенарио вписал своё имя в историю на дистанции 20 км — 1:19.24. Ольга Криштоп из СССР побила высшее мировое достижение в ходьбе на 10 км у женщин — 43.22.
Представители ГДР стали первыми на Кубке мира, кому удалось занять первые три места в одной из дисциплин. Рональд Вайгель, Хартвиг Гаудер и Дитмар Майш составили пьедестал в мужской ходьбе на 50 км.
Советские ходоки сделали победный дубль, выиграв командное первенство среди мужчин и женщин.

## Расписание
| Дата       | Заход         |
| ---------- | ------------- |
| 2 мая 1987 | 50 км мужчины |
| 3 мая 1987 | 10 км женщины |
| 3 мая 1987 | 20 км мужчины |

## Медалисты
Сокращения: WR — мировой рекорд | AR — рекорд континента | NR — национальный рекорд | CR — рекорд соревнований
Курсивом выделены участники, чей результат не пошёл в зачёт команды

### Мужчины
| Дисциплина              | Золото | Золото        | Серебро | Серебро    | Бронза | Бронза    |
| ----------------------- | --- | ------------- | --- | ---------- | --- | --------- |
| 20 км                   | Карлос Мерсенарио Мексика | 1:19.24 WR CR | Виктор Мостовик СССР | 1:19.32 NR | Анатолий Горшков СССР | 1:20.04   |
| 50 км                   | Рональд Вайгель ГДР | 3:42.26 CR    | Хартвиг Гаудер ГДР | 3:42.52    | Дитмар Майш ГДР | 3:43.14   |
| Кубок Лугано (20+50 км) | СССР · Виктор Мостовик · Анатолий Горшков · Валдас Казлаускас · Вячеслав Иваненко · Валерий Сунцов · Андрей Перлов · Франц Костюкевич · Александр Поташёв | 607 очков     | Италия · Маурицио Дамилано · Вальтер Арена · Карло Маттиоли · Алессандро Беллуччи · Раффаэлло Дуччески · Джакомо Поджи · Джорджо Дамилано · Алессандро Пеццатини · Пьер-Луиджи Фьорелла | 569 очков  | ГДР · Аксель Ноак · Роланд Визер · Торстен Хафемайстер · Рональд Вайгель · Хартвиг Гаудер · Дитмар Майш · Андрей Рубарт · Бернд Гуммельт | 518 очков |

### Женщины
| Дисциплина    | Золото                                                                       | Золото      | Серебро                                                                                | Серебро  | Бронза                                                  | Бронза    |
| ------------- | ---------------------------------------------------------------------------- | ----------- | -------------------------------------------------------------------------------------- | -------- | ------------------------------------------------------- | --------- |
| 10 км         | Ольга Криштоп СССР                                                           | 43.22 WR CR | Ирина Страхова СССР                                                                    | 43.35    | Цзинь Бинцзе Китай                                      | 43.45 AR  |
| Кубок Эшборна | СССР · Ольга Криштоп · Ирина Страхова · Елена Николаева · Наталья Сербиненко | 203 очка    | Испания · Мария Крус Диас · Тереза Паласио · Рейес Собрино · Эмилия Кано · Роза Сьерра | 174 очка | Австралия · Керри Саксби · Сью Кук · Лоррейн Янг-Джекно | 167 очков |